# کمارج
کمارج یک روستا در ایران است که در شهرستان کازرون استان فارس واقع شده‌است. کمارج ۱٬۳۸۹ نفر جمعیت دارد.

## مردم
مردم روستاهای  نویی و مشایخ  این دهستان  از طوایف لر کهگیلویه می باشند که در گذشته به این منطقه کوچ کردند.

## جمعیت
این روستا در بخش کنارتخته و کمارج قرار دارد و براساس سرشماری مرکز آمار ایران در سال ۱۳۸۵، جمعیت آن ۱۳۸۹ نفر (۲۹۲ خانوار) بوده‌است.